# Order św. Marii Magdaleny (Haiti)
Order Świętej Marii Magdaleny (fr. Ordre de Sainte Marie-Madeleine) – cywilne i wojskowe odznaczenie II Cesarstwa Haitańskiego ustanowione przez Faustyna I 31 marca 1856.
Przyznawane za zasługi dla państwa. Dzieliło się na trzy klasy (Krzyż Wielki z łańcuchem, Komandor i Krzyż). Po obaleniu monarchii (15 stycznia 1859) – zniesione.